# 永徳県 (遼寧省)
永徳県（えいとく-けん）は中華人民共和国遼寧省にかつて存在した県。現在の朝陽市朝陽県南東部に相当する。
遼代に設置された。1167年（大定7年）、金朝により永徳県と改称されている。元代に廃止された。